# Guilhermina Pena
Maria Guilhermina de Oliveira Penna (Barbacena, 21 de junho de 1857 — Rio de Janeiro, 14 de julho de 1929) foi a esposa do 6.º Presidente do Brasil, Afonso Pena e a primeira-dama do país de 1906 a 1909. Foi segunda-dama brasileira de 1903 a 1906 e também primeira-dama de Minas Gerais entre 1892 a 1894. Entre seus filhos está Afonso Pena Júnior, ex-ministro da Justiça e membro da Academia Brasileira de Letras.

## Vida pessoal

### Família
Nascida em Barbacena, no interior de Minas Gerais, era filha do comendador João Fernandes de Oliveira Penna (1794–1895) e de Guilhermina Teodolina Augusta da Silva Canedo (1814–1868). Oriunda de uma prole com onze filhos, foi a sétima entre os irmãos que incluíam, Belisario Augusto, visconde de Carandaí. Foi descendente de Mariano José Pereira da Fonseca, Marquês de Maricá.

### Casamento
Maria Guilhermina casou-se com Afonso Augusto Moreira Pena em 23 de janeiro de 1875. Tiveram doze filhos:
1. Maria da Conceição, nascida em 10 de dezembro de 1875 e falecida em 10 de setembro de 1966;
2. Maria Guilhermina, nascida em 25 de junho de 1878 e falecida em data desconhecida;
3. Affonso Júnior, nascido em 25 de dezembro de 1879 e falecido em 12 de abril de 1968;
4. Álvaro Augusto, nascido em 24 de maio de 1881 e falecido em 29 de outubro de 1908;
5. Salvador, nascido em 11 de agosto de 1882 e falecido em 23 de junho de 1935;
6. Alexandre, nascido em 5 de novembro de 1884 e falecido em 24 de fevereiro de 1958;
7. Otávio, nascido em 17 de agosto de 1887 e falecido em 21 de julho de 1961;
8. Regina Alexandre, nascida em 16 de março de 1889 e falecida em data desconhecida;
9. Dora, nascida em 2 de outubro de 1890 e falecida em data desconhecida;
10. Albertina, nascida em 1891 e falecida em data desconhecida;
11. Manuel, nascido em 1892 e falecida em data desconhecida;
12. Olga, nascida em 1894 e falecida em 26 de setembro de 1948.

#### Cartas de amor
As cartas de amor que Afonso Pena enviava à esposa revelam que o casamento era feliz:
Minha adorada Mariquinhas
Passa hoje o teu aniversário e eu me acho separado de ti por distância superior a 850 léguas. Não! Não é possível! Onde quer que eu esteja, qualquer que seja a distância material que nos separe, meu coração, toda a minha alma está e estará sempre junto de ti, a esposa amiga e declarada, a companheira adorada que Deus me concedeu, na sua infinita bondade, para fazer a felicidade de minha vida! Amo-te hoje como no dia em que recebi junto ao altar! Que sacrifício estou fazendo, Santo Deus! Longe de ti e dos filhos, e fazendo-te também sofrer! Tu, inocente, sacrificada pela carreira que adotei! Perdoa-me querida e adorada esposa, atendendo à pureza de minhas intenções, ao patriótico intuito que me inspirou.
[...] Sim! A Deus devemos infinitas graças pela bênção que concedeu a nossa união. É a primeira vez que consigo escrever a bordo, estando o vapor em alto-mar, e para ti vai o meu coração, todo o meu ser.
Beijo e abençoo os filhos. Receba mil beijos do teu, todo teu Negrão.

## Primeira-dama do Brasil
Em 15 de novembro de 1906, Maria Guilhermina se tornou a nova moradora do Palácio do Catete como primeira-dama do Brasil, em meio a posse do marido como Presidente da República.
As antecessoras de Maria Guilhermina, como primeiras-damas do país, foram duas filhas de Rodrigues Alves, Catita (até 1904) e Marieta, porque ele já era viúvo durante seu mandato.

## Morte
Maria Guilhermina perdeu seu filho Álvaro em 1908. A morte do filho agravou a pneumonia acometida pelo presidente, resultando no falecimento de Afonso Pena em 1909. Viúva, faleceu em 14 de julho de 1929, aos setenta e dois anos.